# Richard Maria Werner

Richard Maria Werner

Richard Maria Werner (* 11. August 1854 in Iglau; † 31. Januar 1913 in Wien) war ein österreichischer Germanist und Literaturhistoriker.

## Leben
Richard Maria Werner wurde am 11. August 1854 in Iglau geboren, in der als Kronland zum Kaisertum Österreich gehörenden Markgrafschaft Mähren. 
Werner studierte Philologie, erst an der Universität Straßburg und dann an der Friedrich-Wilhelms-Universität Berlin bei Wilhelm Scherer. Von 1879 an unterrichtete er an der Universität Graz, wo er sich bei Richard Heinzel habilitierte, und wurde 1886 ordentlicher Professor an der Universität Lemberg. 
Werner starb im Januar 1913 in Wien. Er wurde am Ober Sankt Veiter Friedhof bestattet.

## Forschung
In seiner akademischen Laufbahn blieb Werner dem literaturwissenschaftlichen Positivismus treu. Werner verfasste ein äußerst umfassendes Werk zur Lyrikanalyse mit dem Titel „Lyrik und Lyriker“, worin er das Werden eines Gedichtes in allen seinen Phasen als aus dem Erlebnis geboren beschreibt. Mit einem positivistischen Schema spannt er die Lyrik in drei Unterarten auf, woraus er wiederum durch Kreuzung mit formalen und thematischen Kategorien 500 Erscheinungsformen errechnet. 
Einer der Forschungsschwerpunkte von Richard Maria Werner war der norddeutsche Dichter Friedrich Hebbel.

## Werke
- Ludwig Philipp Hahn. Ein Beitrag zur Geschichte der Sturm- und Drangzeit. 1877.
- Lyrik und Lyriker. 1890.
- Betty Paoli. 1898.
- Vollendete und Ringende. Dichter und Dichtungen der Neuzeit. 1900.
- Hebbel, ein Lebensbild. 1904.
- Gotthold Ephraim Lessing. 1908.
- Deutsche Dichter und Denker der Neuzeit. 1914.